# Florian Baxmeyer
Florian Baxmeyer (* 30. Dezember 1974 in Kettwig, heute zu Essen) ist ein deutscher Filmregisseur.

## Leben
Baxmeyer studierte von 1995 bis 1998 Soziologie in Köln, arbeitete im Anschluss u. a. als Regieassistent von Jürgen Roland, Christoph Eichhorn, Raoul Heimrich und als Aufnahmeleiter bei Alarm für Cobra 11 – Die Autobahnpolizei. Von 2000 bis 2002 studierte er Regie an der Hamburg Media School. Für seinen Abschlussfilm Die rote Jacke wurde er für den Oscar 2004 in der Kategorie Bester Kurzfilm nominiert sowie 2002 mit dem Studio Hamburg Nachwuchspreis und 2003 mit dem Studenten-Oscar ausgezeichnet. Das Filmprojekt mit dem größten Budget, für welches er als Regisseur tätig war, war die mit über 7 Mio. Euro teure Produktion Die drei ??? – Das Geheimnis der Geisterinsel. Seit 2007 inszenierte er vor allem mehrere Teile der Tatort-Reihe.

## Filmografie
- 2000: Pas de Deux
- 2001: Benny X
- 2002: Die rote Jacke
- 2003: Mörderische Elite
- 2004: Das Blut der Templer
- 2007: Tatort: Macht der Angst
- 2007: Die drei ??? – Das Geheimnis der Geisterinsel
- 2009: Tatort: Häuserkampf
- 2009: Die drei ??? – Das verfluchte Schloss
- 2009: Tatort: Schiffe versenken
- 2010: Die Jagd nach der Heiligen Lanze
- 2010: Tatort: Schlafende Hunde
- 2010: Wie ein Licht in der Nacht
- 2011: Tatort: Der illegale Tod
- 2012: Tatort: Hochzeitsnacht
- 2012: Die Jagd nach dem Bernsteinzimmer
- 2013: Tot im Wald
- 2013: Tatort: Puppenspieler
- 2013: Tatort: Er wird töten
- 2013: Stiller Abschied
- 2014: Ohne Dich
- 2014: Tatort: Brüder
- 2014: Tatort: Alle meine Jungs
- 2015: Tatort: Die Wiederkehr
- 2015: Auf der Straße
- 2015: Tatort: Wer Wind erntet, sät Sturm!
- 2016: Die letzte Reise
- 2016: Tatort: Der hundertste Affe
- 2017: Tatort: Nachtsicht
- 2017: Tatort: Zurück ins Licht
- 2017: Harter Brocken: Die Kronzeugin
- 2017: Tatort: Dein Name sei Harbinger
- 2018: Liebe auf Persisch
- 2019: Der Auftrag
- 2019: Tatort: Wo ist nur mein Schatz geblieben?
- 2019: Tatort: Das Leben nach dem Tod
- 2021: Tribes of Europa (Fernsehserie)
- 2021: Schneller als die Angst (Miniserie, 6 Folgen)
- 2022: Lost in Fuseta – Ein Krimi aus Portugal
- 2023: Eine Billion Dollar (Fernsehserie)
- 2024: Bach – Ein Weihnachtswunder (Fernsehfilm)

- 2025: Der Geier – Freund oder Feind

## Auszeichnungen
- Für Die rote Jacke:
  - 2002: Studio Hamburg Nachwuchspreis – 1. Preis
  - 2003: Studenten-Oscar – Bester ausländischer Film
  - 2004: Carrousel International du Film in Rimouski (Kanada) – Bester Kurzfilm
  - 2004: Nominierung zur Oscarverleihung 2004 – Bester Kurzfilm (Live-Action)